# حاجي أباد حاج محمد (قهاب رستاق)
حاجي أباد حاج محمد (بالفارسية: حاج‌آباد حاج علی‌محمد) هي مستوطنة تقع في إيران في قسم قهاب رستاق الريفي.